# Diócesis de Saint-Jérôme-Mont-Laurier
La diócesis de Saint-Jérôme-Mont-Laurier (en latín: Dioecesis Sancti Hieronymi Terraebonae-Montis Laurei y en francés: Diocèse de Saint-Jérôme-Mont-Laurier) es una circunscripción eclesiástica latina de la Iglesia católica en Canadá, sufragánea de la arquidiócesis de Montreal. La diócesis tiene al obispo Raymond Poisson como su ordinario desde el 1 de junio de 2022.

## Territorio y organización

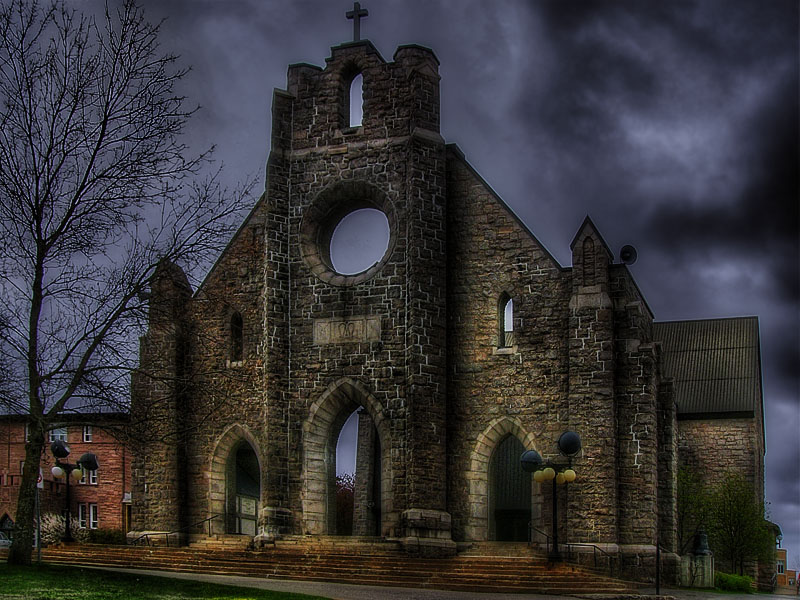
Concatedral de Nuestra Señora de Fourvière

La diócesis extiende su jurisdicción sobre los fieles católicos de rito latino residentes en la parte sudoriental de la provincia de Quebec.
La sede de la diócesis se encuentra en la ciudad de Saint-Jérôme, en donde se halla la Catedral de Jerónimo. En Mont-Laurier se encuentra la Concatedral de Nuestra Señora de Fourvière.
En 2020 en la diócesis existían 45 parroquias.

## Historia

### Diócesis de Mont-Laurier
La diócesis fue erigida el 21 de abril de 1913 por decreto Erectio dioecesum de la Congregación Consistorial, obteniendo el territorio de la arquidiócesis de Ottawa (hoy arquidiócesis de Ottawa-Cornwall), de la que originalmente era sufragánea.
El 28 de junio de 1947, en virtud de la bula Ex vetusto Ecclesiae del papa Pío XII, se instituyó el cabildo catedralicio.
El 23 de junio de 1951 cedió una parte de su territorio para la erección de la diócesis de Saint-Jérôme mediante la bula Ad catholicum nomen del papa Pío XII.
El 31 de octubre de 1990 pasó a formar parte de la provincia eclesiástica de Gatineau-Hull (hoy arquidiócesis de Gatineau).
A finales de 2012 la diócesis contaba con: los institutos religiosos masculinos de los dominicos, los oblatos de María Inmaculada, los Hermanos del Sagrado Corazón, los picpusianos, los padres de las misiones extranjeras de Quebec, los misioneros de los Santos Apóstoles; los institutos religiosos femeninos de las Hermanas de la Caridad de Santa María, de las Hermanas de la Caridad de Ottawa, de las Hijas de Jesús, de las Hermanas Marianitas de la Santa Cruz, de las Hermanas de Santa Ana de Lachine, de las Hermanas de la Santa Cruz y de los Siete Dolores, de las Hermanas de Santa María de Namur, el Instituto Secular de Pío X.

### Diócesis de Saint-Jérôme
La diócesis fue erigida el 23 de junio de 1951 con la bula Ad catholicum nomen del papa Pío XII, obteniendo el territorio de la diócesis de Mont-Laurier y de las arquidiócesis de Montreal y de Ottawa.
El cabildo de la catedral fue instituido el 20 de noviembre de 1954 con la bula Quicquid ad divini del papa Pío XII.

### La sede unida
De 2020 a 2022 las diócesis estuvieron unidas in persona episcopi al obispo Raymond Poisson.
El 1 de junio de 2022 el papa Francisco ordenó la unión plena de las diócesis de Saint-Jérôme y Mont-Laurier, y el nacimiento de la diócesis de Saint-Jérôme-Mont-Laurier. Al mismo tiempo, la sede de Mont-Laurier cedió 4 parroquias y el cuidado pastoral de la parroquia de St-Roch de Lac-Cayamant, perteneciente a la diócesis de Pembroke, a la arquidiócesis de Gatineau.

## Estadísticas
De acuerdo al Anuario Pontificio 2021 la diócesis de Saint-Jérôme tenía a fines de 2020 un total de 419 086 fieles bautizados y de acuerdo al Anuario Pontificio 2020 la diócesis de Mont-Laurier tenía a fines de 2019 un total de 79 000 fieles bautizados
| Año                                                                             | Población            | Población | Población      | Sacerdotes | Sacerdotes    | Sacerdotes    | Bautizados por sacerdote | Diáconos permanentes | Religiosos | Religiosos | Parroquias |
| Año                                                                             | Bautizados católicos | Total     | % de católicos | Total      | Clero secular | Clero regular | Bautizados por sacerdote | Diáconos permanentes | Varones    | Mujeres    | Parroquias |
| ------------------------------------------------------------------------------- | -------------------- | --------- | -------------- | ---------- | ------------- | ------------- | ------------------------ | -------------------- | ---------- | ---------- | ---------- |
| Diócesis de Saint-Jérôme                                                        |                      |           |                |            |               |               |                          |                      |            |            |            |
| 1966                                                                            | 143 895              | 160 095   | 89.9           | 286        | 158           | 128           | 503                      |                      | 186        | 428        | 58         |
| 1970                                                                            | 157 904              | 169 469   | 93.2           | 237        | 122           | 115           | 666                      |                      | 259        | 455        | 56         |
| 1976                                                                            | 191 665              | 226 825   | 84.5           | 147        | 111           | 36            | 1303                     | 2                    | 212        | 400        | 63         |
| 1980                                                                            | 238 403              | 271 000   | 88.0           | 221        | 100           | 121           | 1078                     | 2                    | 276        | 306        | 63         |
| 1990                                                                            | 297 248              | 322 250   | 92.2           | 219        | 92            | 127           | 1357                     | 5                    | 278        | 299        | 68         |
| 1999                                                                            | 390 576              | 420 629   | 92.9           | 200        | 84            | 116           | 1952                     | 15                   | 233        | 266        | 66         |
| 2000                                                                            | 390 576              | 420 576   | 92.9           | 188        | 83            | 105           | 2077                     | 16                   | 214        | 250        | 65         |
| 2001                                                                            | 390 576              | 420 576   | 92.9           | 182        | 80            | 102           | 2146                     | 18                   | 207        | 248        | 65         |
| 2002                                                                            | 390 576              | 420 576   | 92.9           | 98         | 76            | 22            | 3985                     | 19                   | 102        | 183        | 59         |
| 2003                                                                            | 390 576              | 420 576   | 92.9           | 159        | 75            | 84            | 2456                     | 18                   | 164        | 185        | 50         |
| 2004                                                                            | 407 065              | 419 150   | 97.1           | 152        | 71            | 81            | 2678                     | 17                   | 155        | 173        | 50         |
| 2010                                                                            | 428 000              | 439 000   | 97.5           | 110        | 73            | 37            | 3890                     | 19                   | 44         | 128        | 34         |
| 2014                                                                            | 446 000              | 459 000   | 97.2           | 67         | 52            | 15            | 6656                     | 18                   | 21         | 97         | 35         |
| 2017                                                                            | 461 510              | 474 815   | 97.2           | 63         | 46            | 17            | 7325                     | 18                   | 26         | 88         | 35         |
| 2020                                                                            | 419 086              | 653 336   | 64.1           | 63         | 51            | 12            | 6652                     | 18                   | 17         | 58         | 33         |
| Diócesis de Mont-Laurier                                                        |                      |           |                |            |               |               |                          |                      |            |            |            |
| 1949                                                                            | 56 785               | 57 985    | 97.9           | 150        | 101           | 49            | 378                      |                      | 181        | 370        | 52         |
| 1966                                                                            | 65 897               | 67 116    | 98.2           | 144        | 102           | 42            | 457                      |                      | 54         | 405        | 56         |
| 1970                                                                            | 68 110               | 69 682    | 97.7           | 141        | 94            | 47            | 483                      |                      | 94         | 367        | 55         |
| 1976                                                                            | 65 835               | 68 108    | 96.7           | 123        | 71            | 52            | 535                      |                      | 106        | 268        | 62         |
| 1980                                                                            | 67 125               | 70 100    | 95.8           | 107        | 63            | 44            | 627                      |                      | 103        | 242        | 62         |
| 1990                                                                            | 75 000               | 77 200    | 97.2           | 91         | 53            | 38            | 824                      |                      | 75         | 175        | 59         |
| 1999                                                                            | 77 860               | 86 511    | 90.0           | 63         | 38            | 25            | 1235                     |                      | 46         | 110        | 59         |
| 2000                                                                            | 77 980               | 86 969    | 89.7           | 56         | 36            | 20            | 1392                     |                      | 34         | 96         | 59         |
| 2001                                                                            | 77 980               | 86 969    | 89.7           | 55         | 36            | 19            | 1417                     |                      | 31         | 69         | 59         |
| 2002                                                                            | 82 074               | 92 218    | 89.0           | 50         | 37            | 13            | 1641                     |                      | 26         | 65         | 59         |
| 2003                                                                            | 82 074               | 92 218    | 89.0           | 44         | 31            | 13            | 1865                     |                      | 25         | 65         | 54         |
| 2004                                                                            | 82 074               | 92 218    | 89.0           | 39         | 32            | 7             | 2104                     |                      | 15         | 66         | 51         |
| 2013                                                                            | 77 340               | 97 480    | 79.3           | 34         | 28            | 6             | 2274                     | 2                    | 10         | 30         | 19         |
| 2016                                                                            | 77 965               | 96 910    | 80.5           | 31         | 28            | 3             | 2515                     | 2                    | 3          | 11         | 19         |
| 2019                                                                            | 79 000               | 98 300    | 80.4           | 27         | 24            | 3             | 2925                     | 2                    | 3          | 5          | 16         |
| Fuente: Catholic-Hierarchy, que a su vez toma los datos del Anuario Pontificio. |                      |           |                |            |               |               |                          |                      |            |            |            |

## Episcopologio

### Obispos de Saint-Jérôme
- Émilien Frenette † (5 de julio de 1951-11 de junio de 1971 renunció)
- Bernard Hubert † (25 de junio de 1971-27 de enero de 1977 nombrado obispo coadjutor de Saint-Jean-de-Quebec)
- Charles-Omer Valois † (10 de junio de 1977-22 de enero de 1997 renunció)
- Gilles Cazabon, O.M.I. (27 de diciembre de 1997-3 de julio de 2008 retirado)
- Pierre Morissette (3 de julio de 2008-21 de mayo de 2019 renunció)
- Raymond Poisson (21 de mayo de 2019 por sucesión-1 de junio de 2022 nombrado obispo de Saint-Jérôme-Mont-Laurier)

### Obispos de Mont-Laurier
- François-Xavier Brunet † (6 de agosto de 1913-7 de enero de 1922 falleció)
- Joseph-Eugène Limoges † (11 de septiembre de 1922-1 de marzo de 1965 falleció)
- Joseph Louis André Ouellette † (27 de marzo de 1965-10 de mayo de 1978 renunció)
- Jean Gratton † (10 de mayo de 1978-8 de septiembre de 2001 retirado)
- Vital Massé (8 de septiembre de 2001-2 de febrero de 2012 retirado)
- Paul Lortie (2 de febrero de 2012-10 de julio de 2019 retirado)[12]
- Raymond Poisson (1 de junio de 2020-1 de junio de 2022 nombrado obispo de Saint-Jérôme-Mont-Laurier)

### Obispos de Saint-Jérôme-Mont-Laurier
- Raymond Poisson, desde el 1 de junio de 2022